# Endlicheria bracteolata
Endlicheria bracteolata är en lagerväxtart som först beskrevs av Carl Daniel Friedrich Meisner, och fick sitt nu gällande namn av C. K. Allen. Endlicheria bracteolata ingår i släktet Endlicheria och familjen lagerväxter. Inga underarter finns listade i Catalogue of Life.